# Tony Pooley
Anthony Charles Pooley, dit "Mashesha", né en  1934 et mort en 2004, est un naturaliste sud-africain, l’une des plus grandes autorités mondiales sur le crocodile du Nil et défenseur de l'environnement.

## Biographie
Né à Isipingo,  au sud de Durban, Tony  a une  maîtrise en zoologie de l’Université du Natal et effectue des recherches internationales sur le crocodile du Nil. Nommé garde-chasse dans la réserve de Mkuze puis rejoint Ndumu, il est l’un des membres fondateurs du groupe de spécialistes des crocodiles de l’UICN .
Suite à un différend que rencontre cette dernière sur  les revendications territoriales, Tony déclare: « permettre aux habitants de cultiver le long des rives de la rivière est « un accident imminent », en raison des nombreux hippopotames et crocodiles dans la rivière » . 
En 1966, Tony publie un album nommé  Wildlife Calls of Africa qui présente des enregistrements d’oiseaux rares tels que le flufftail tacheté de chamois, l’aigle pêcheur africain évocateur et les hiboux pêcheurs de Pel, ainsi que d’une faune charismatique comprenant des hippopotames, des bushbabies, des léopards et des hyènes ,.

## Œuvres
- (en) Anthony Charles Pooley, Mashesha: Making Of A Game Ranger, Halfway House, South Africa, Southern Book Publishers, 1992, 240 p. (ISBN 9781868124213, lire en ligne)
- (en) Anthony Charles Pooley, Discoveries Of A Crocodile Man, London, William Collins Sons & Co, 1982, 213 p. (ISBN 9781388288075, présentation en ligne) .
- (en) Anthony Charles Pooley, The Tony Pooley Guide To The Nile Crocodile And Other African Crocodiles, Cape Town, John Visser, 1982, 1 p. (OCLC 1017348562, présentation en ligne)
- (en) Anthony Charles Pooley et Ian Player, KwaZulu/Natal Wildlife Destinations: A Guide To The Game Reserves, Resorts, Private Nature Reserves, Ranches And Wildlife Areas Of Kwazulu/Natal, Southern Book Publishers, 1995, 375 p. (ISBN 9781868124879, lire en ligne)
- (en) Anthony Chrles Pooley et Rob Hogarth, Risk Bandits, Balboa Press AU, 2015, 286 p. (ISBN 9781452529851, lire en ligne) [5],[6]
- (en) Anthony Charles Pooley et Hugh Bamford Cott, The Status of Crocodiles in Africa, Morges, Switzerland, International Union for Conservation of Nature and Natural Resources, 1972, 98 p. (ISBN 9782880320102, OCLC 2186449, présentation en ligne) [7]

## Liens
- Notices d'autorité :   - VIAF
  - ISNI
  - IdRef
  - LCCN
  - GND